# Zsigmond László (történész)
| Zsigmond László                           | Zsigmond László                                         |
| Kattints az alábbi külső linkek egyikére! | Kattints az alábbi külső linkek egyikére!               |
| ----------------------------------------- | ------------------------------------------------------- |
| Nem található szabad kép.(?)              |                                                         |
| külső link · jogvédett                    | 1949-es Kossuth-díjasok. Zsigmond László. MTVA Archívum |

Zsigmond László, születési és 1946-ig használt nevén Weisz László (Mohács, 1907. december 3. – Budapest, 1992. április 14.) Kossuth-díjas történész, a történelemtudományok kandidátusa (1952), doktora (1967), a Magyar Tudományos Akadémia tagja.

## Életpályája
Weisz Zsigmond gabonakereskedő és Kohn Frida fiaként született. A pécsi Erzsébet Tudományegyetem Bölcsészettudományi Karán német–francia szakos középiskolai tanári oklevelet szerzett. Tanulmányai befejezését követően állás nélküli középiskolai tanárként alkalmi szellemi munkákból élt. 1932 és 1937 között Palesztinában tartózkodott. A második világháború idején több alkalommal behívtak munkaszolgálatra.
1945 és 1953 között az MKP (majd MDP) pártfőiskolájának tanára, az egyetemes történelem tanszék vezetője volt. 1949-ben Kossuth-díjjal tüntették ki. 1953–1956 között a Magyar Tudományos Akadémia Történelemtudományi Intézetében az egyetemes történelem osztály vezetője, 1956–60 között igazgatóhelyettese volt. 1960-tól 1977-ig az ELTE Új- és Legújabbkori Történeti Tanszéken tanszékvezető professzor. 1977-ben nyugdíjba vonult. A Századok szerkesztőbizottságának tagja, 1970-től a Magyar Tudományos Akadémia levelező, 1979-től rendes tagja.
Zsigmond László Budapesten élt és tevékenykedett, a Farkasréti izraelita temetőben nyugszik. Sírját a Nemzeti Emlékhely és Kegyeleti Bizottság védetté nyilvánította (2005-ben).

## Kutatási területe
A 19–20. századi politikai gondolkodásának története, az 1918 utáni nemzetközi diplomácia, illetve a munkásmozgalmak története Németországban, Franciaországban és az USA-ban.

## Családja
Felesége Mandel Rózsa (1910–2002) volt, Mandel Saul hitközségi metsző és Fischer Eszter (1874–1967) lánya.
Gyermekeik: Zsigmond Anna (1941–) pedagógus és Zsigmond Gábor (1946–) néprajzkutató, etnológus.

## Díjai, elismerései
- Kossuth-díj (1949)
- Magyar Népköztársasági Érdemrend (1950)
- Szocialista Munkáért Érdemrend (1955)
- Akadémiai Díj (1961, 1967)
- Munka Érdemrend arany fokozata (1967; 1977)
- Felszabadulási Jubileumi Emlékérem (1970)

## Főbb művei
- 1962 – Diplomáciai iratok Magyarország külpolitikájához : 1936–1945 ( szerkesztő )
- 1961 – A német imperializmus és militarizmus újjáéledésének gazdasági és nemzetközi tényezői : 1918–1923
- 1969 – Franciaország 1789–1968
- 1970 – Új- és legújabbkori egyetemes történeti szöveggyűjtemény (társszerző)